# Centropomus
Centropomus é um gênero de peixes da família Centropomidae. Suas espécies são diferenciadas pelo número de escamas da linha lateral e de espinhos na nadadeira anal. O nome genérico Centropomus deriva do grego κέντρον (centro, neste sentido de "ferrão") e πώμα (tampa, plugue, opérculo), já que as espécies do gênero apresentam espinhos nos opérculos. Existem doze espécies de Centropomus, sendo que as cinco primeiras ocorrem no Brasil. Muitas espécies são conhecidas popularmente como robalo. Também há relatos de captura de exemplar da espécie Centropomus nigrescens no litoral da Bahia.
Espécies do Atlântico:
- Centropomus undecimalis, popularmente conhecido como Robalo-flecha, Robalão, Robalo-Branco.
- Centropomus ensiferus, popularmente conhecido como Camorim-sovela, Camorim-espora, Robalo-espora
- Centropomus parallelus, popularmente conhecido como Robalo-peva, Robalo-peba, Robalinho, Camurim-corcunda.
- Centropomus pectinatus
- Centropomus mexicanus, popularmente chamado de Robalo-Gordo de Escama Grande, muito parecido com o Peva, mas com escamas maiores.
- Centropomus poeyi

Espécies do Pacífico:
- Centropomus nigrescens
- Centropomus viridis
- Centropomus armatus
- Centropomus medius
- Centropomus robalito
- Centropomus unionensis